# Ratzert
Ratzert ist eine Ortsgemeinde im Landkreis Neuwied im Norden von Rheinland-Pfalz. Die Gemeinde gehört der Verbandsgemeinde Puderbach an. Zu Ratzert gehört der Ortsteil Brubbach.

## Geographie
Der Ort liegt ein wenig abseits der großen Verkehrsadern nördlich von Puderbach am Rande des Naturparks Rhein-Westerwald. Durch den Ort, dessen Bebauung leicht nach Süden und Osten hin ansteigt, fließt in südwestliche Richtung der Wambach. Zu Ratzert gehören der westlich liegende Ortsteil Brubbach sowie der Wohnplatz Waldhof.

## Geschichte
Der Ort Ratzert wird 1270 zum ersten Mal erwähnt. Man trifft zu dieser Zeit ebendort den Ludwig von Ratzert (Razerode), der die Richtigkeit einer Urkunde bezeugt. Ratzert war ein Einzelhof, der von Heinrich Stoggeleid und dessen Ehefrau Beatrix besessen wurde. Damals und in der Folge stand die Familie Stoggeleid in saynischen Diensten. Contze von Ratzert (Raitzroide) gehörte 1478 (11.3.) dem Ortsadel an. Er schuldete seinem saynischen Herrn die Herbstbede. Im Jahre 1589 fanden sich in Ratzert insgesamt acht Seelen, von denen einer saynisch war. Ratzert gehörte von jeher zum Kirchspiel Niederwambach. Erstmals stößt man 1612 auf einen wiedischen Hof, den Hermann II. von Wied eigentümlich innehatte. In Ratzert insgesamt standen 1843 siebzehn Wohnhäuser, 1895 dann schon 38 Wohnhäuser mit 163 Einwohnern. Diese waren stets an die Mühle zu Niederwambach gebannt. Die Kinder gingen zur Kirchspielsschule in Niederwambach. 1870 wurde zu Ratzert für 3740 Taler die erste Schule erbaut. Im Jahre 1891 wird Ratzert als die ärmste Gemeinde des Westerwaldes bezeichnet.
Kulturdenkmäler
Siehe Liste der Kulturdenkmäler in Ratzert
Bevölkerungsentwicklung
Die Entwicklung der Einwohnerzahl von Ratzert, die Werte von 1871 bis 1987 beruhen auf Volkszählungen:
| Jahr | Einwohner |
| ---- | --------- |
| 1815 | 136       |
| 1835 | 121       |
| 1871 | 183       |
| 1905 | 166       |
| 1939 | 151       |
| 1950 | 177       |
| 1961 | 160       |

| Jahr | Einwohner |
| ---- | --------- |
| 1970 | 228       |
| 1987 | 203       |
| 1997 | 253       |
| 2005 | 241       |
| 2011 | 242       |
| 2017 | 234       |
| 2022 | 246       |

## Politik

### Bürgermeister
Gerd Schumacher ist Ortsbürgermeister von Ratzert. Bei der Direktwahl am 26. Mai 2019 wurde er mit einem Stimmenanteil von 87,33 % für weitere fünf Jahre in seinem Amt bestätigt. Er wurde im Juni 2024 wiedergewählt.

## Verkehr
Die nächste Autobahnanschlussstelle ist Neuwied an der Bundesautobahn 3. Der nächstgelegene ICE-Bahnhof ist in Montabaur an der Schnellfahrstrecke Köln–Rhein/Main.